# Gary Sutton
Gary John Sutton (* 27. März 1955 in Sydney) ist ein australischer Radsporttrainer und ehemaliger australischer Radrennfahrer.

## Sportliche Laufbahn
1974 errang Gary Sutton zwei Silbermedaillen bei den Commonwealth Games im neuseeländischen Christchurch, eine in der Einerverfolgung und eine in der Mannschaftsverfolgung. Im Jahr darauf wurde er australischer Meister der Amateure im Straßenrennen. Bei den Commonwealth Games 1978 errang er eine Goldmedaille in der Mannschaftsverfolgung (mit Colin Fitzgerald, Shane Sutton und Kevin Nichols). Die nationale Meisterschaft im Punktefahren der Amateure gewann er 1978 vor seinem Bruder Shane und 1979. 1978 und 1981 gewann er die Meisterschaft in der Mannschaftsverfolgung. Bei den Profis holte er 1985 den Titel im Punktefahren.
1980 wurde er Weltmeister im Punktefahren der Amateure. 1981 belegte Sutton den zweiten Platz in der Gesamtwertung der Ostschweizer Rundfahrt. Zweimal – 1976 in der Einerverfolgung und 1980 in der Mannschaftsverfolgung – startete er bei Olympischen Spielen und belegte beide Male Rang sechs.
1982 wurde Gary Sutton Profi, nachdem er Vize-Weltmeister im Punktefahren der Amateure geworden war, 1983 belegte er bei der Bahn-WM in derselben Disziplin als Profi Rang drei. 1984 und 1989 wurde er jeweils nochmals WM-Zweiter im Punktefahren.
Viermal startete Gary Sutton auch bei Sechstagerennen, 1983 gewann er das von Melbourne gemeinsam mit seinem Bruder Shane. Auf der Straße war er hauptsächlich bei heimischen Rennen erfolgreich, so etwa 1985, als er die Canberra Tour gewann. 1990 wurde er nationaler Meister im Kriterium und gewann die Kombinationswertung im Milk Race.
1991 trat Sutton vom aktiven Radsport zurück und arbeitete fortan als Trainer. Bis 2017 war er als Coach für den australischen Radsportverband tätig. Nach 27 Jahren wurde sein Vertrag, der am 30. Juni 2017 endete, nicht verlängert. Er wechselte als Trainer der Ausdauer-Bahnmannschaft zum US-amerikanischen Verband USA Cycling.

## Sonstiges
Gary Sutton ist Träger des Order of Australia (OAM). Er ist der Vater des ehemaligen Radrennfahrers Chris Sutton.

## Erfolge

### Bahn
1974
- British Commonwealth Games – Mannschaftsverfolgung (mit Gary Reardon, Kevin Nichols und Murray Hall)
- British Commonwealth Games – Einerverfolgung
- Australischer Amateur-Meister – Einerverfolgung

1975
- Australischer Amateur-Meister – Einerverfolgung

1976
- Australischer Amateur-Meister – Einerverfolgung

1977
- Australischer Amateur-Meister – Einerverfolgung

1978
- Sieger bei Commonwealth Games – Mannschaftsverfolgung (mit Colin Fitzgerald, Kevin Nichols und Shane Sutton)
- Australischer Amateur-Meister – Einerverfolgung

1979
- Australischer Amateur-Meister – Einerverfolgung

1980
- Amateur-Weltmeister – Punktefahren

1981
- Australischer Amateur-Meister – Einerverfolgung

1982
- Weltmeisterschaft – Punktefahren

1983
- Weltmeisterschaft – Punktefahren
- Sechstagerennen Melbourne (mit Shane Sutton)

1984
- Weltmeisterschaft – Punktefahren

1989
- Weltmeisterschaft – Punktefahren

1991
- Australischer Amateur-Meister – Madison (mit Brett Dutton)

### Straße
1974
- Gesamtwertung Tour de la Nouvelle-Caledonie

1975
- Australischer Amateur-Meister – Straßenrennen

1984
- Gesamtwertung und vier Etappen Herald Sun Tour

1990
- eine Etappe Herald Sun Tour
- Australischer Meister –  Kriterium